# Любка дволиста (срібна монета)
«Лю́бка дволи́ста» — срібна пам'ятна монета номіналом десять гривень, випущена Національним банком України. Присвячена рідкісному виду європейських наземних орхідей в українській лісостеповій зоні, занесеному до Червоної книги України.
Монету було введено в обіг 26 липня 1999 року. Вона належить до серії «Флора і фауна».

## Опис монети та характеристики
| Номінал грн. | Метал            | Маса, грам   | Діаметр, мм. | Якість виготовлення | Гурт     | Тираж, штук |
| ------------ | ---------------- | ------------ | ------------ | ------------------- | -------- | ----------- |
| 10           | срібло 925 проби | 31,1 / 33,62 | 38,61        | пруф                | рифлений | 5 000       |

### Аверс
На аверсі монети в обрамленні вінка, утвореного із зображень окремих видів флори і фауни, розміщено зображення малого Державного Герба України і написи в чотири рядки: «УКРАЇНА», «10», «ГРИВЕНЬ», «1999», позначення та проба металу — Ag 925 і його вага у чистоті — 31,1.

### Реверс

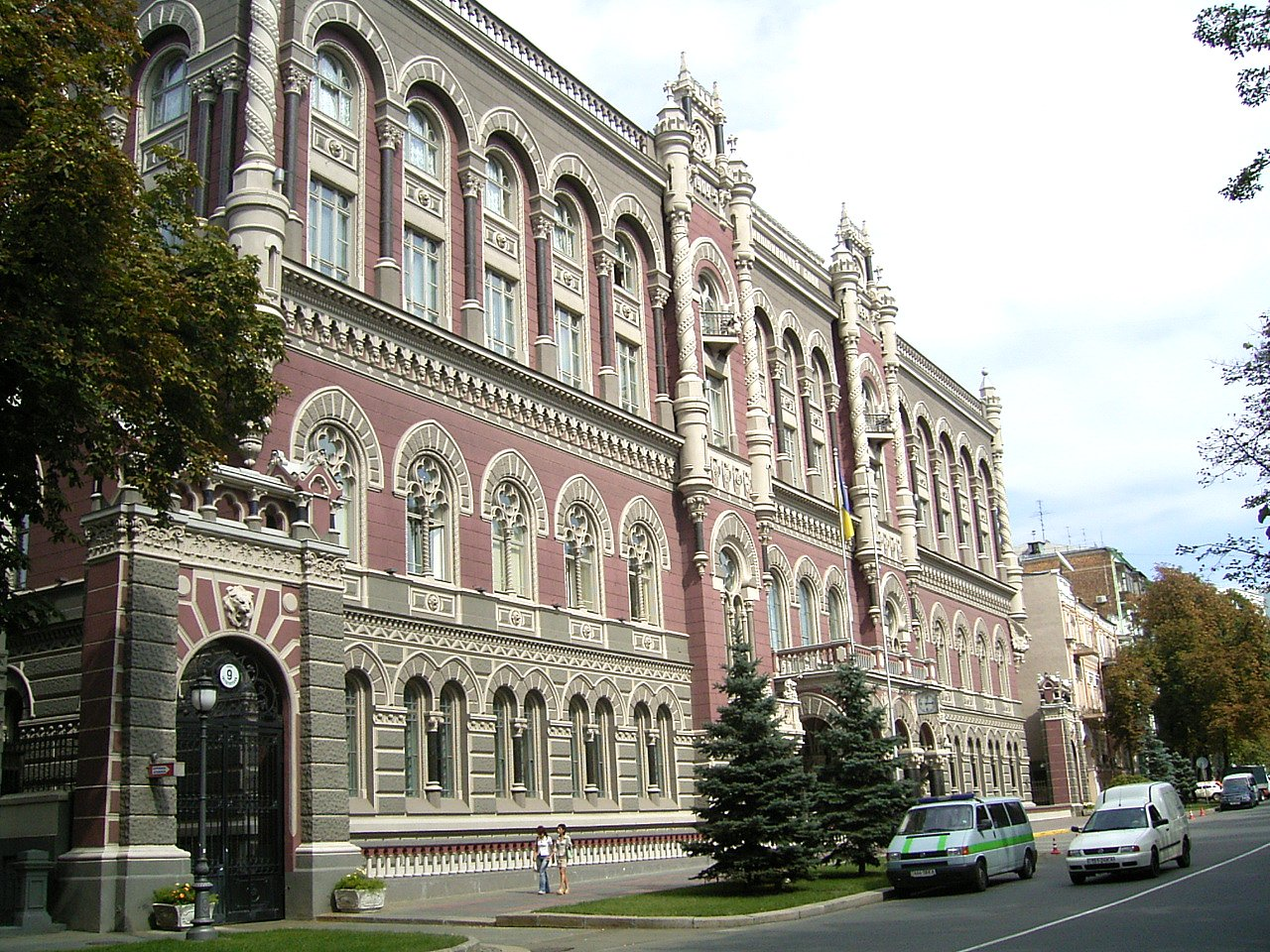
Будівля Національного банку України

На реверсі монети зображено збільшену квітку орхідеї, ліворуч від неї — стебло квітки з двома листками і суцвіттям, праворуч — кругові написи: «ЛЮБКА ДВОЛИСТА» і «PLATANTHERA BIFOLIA».

## Автори
- Художники: Дем'яненко Володимир, Козаченко Віталій, Харук Олександр, Харук Сергій.
- Скульптор — Дем'яненко Володимир.

## Вартість монети
Ціна монети — 493 гривні була вказана на сайті НБУ в 2011 році.
Фактична приблизна вартість монети з роками змінювалася так:
| Рік        | 2010  | 2011  | 2012  | 2013  | 2014 | 2015  | 2016  | 2017  | 2018  | 2019  | 2020  | 2021  | 2022  | 2023  | 2024  | 2025  |
| ---------- | ----- | ----- | ----- | ----- | ---- | ----- | ----- | ----- | ----- | ----- | ----- | ----- | ----- | ----- | ----- | ----- |
| Ціна, грн. | 1 050 | 1 100 | 1 100 | 1 100 | 760  | 1 220 | 1 250 | 1 350 | 1 300 | 1 250 | 1 200 | 1 430 | 1 700 | 2 200 | 4 000 | 4 000 |